# Leopold Heinrich von Quast
Leopold Heinrich von Quast (geb. 1. Oktober 1742 in Radensleben; gest. 26. Januar 1800 ebenda) war ein preußischer Leutnant und Landrat.

## Herkunft und Leben

Wappen derer von Quast

Leopold Heinrich von Quast war Angehöriger des Adelsgeschlechts Quast. Er war der Sohn von Hans Ludolf von Quast (1704–1752), Erbherr auf Radensleben und Protzen und dessen Ehefrau Helene Henriette (1725–1750), geborene von Wahlen-Jürgass. Leopold Heinrich besuchte zunächst ab 13. April 1756 die Ritterakademie in Liegnitz, bevor er in die Preußische Armee eintrat. Dort wurde er im April 1759 zum Cornet und 1761 zum Leutnant befördert. Seinen aktiven Militärdienst beendete er im Jahr 1767. Im Mai 1771 wurde er von den Landständen zum Landrat des Kreises Ruppin gewählt. Er trat damit die Nachfolge des im April des Jahres verstorbenen Georg Christoph von Wahlen-Jürgass an. Am 29. Juni 1771 bestand er das kurz zuvor angewiesene Große Examen in Anwesenheit des Ministers von Derschau. Aus der Konduitenliste des Jahres 1799 geht noch hervor, dass er als „geschickter und erfahrenen Beamter“ geschätzt wurde. Nach seinem Tod im Jahr 1800 wurde Friedrich Christian Ludwig von Zieten Amtsnachfolger als Landrat im Kreis Ruppin.

## Persönliches
Leopold Heinrich von Quast war Erbherr auf Radensleben und Rägelsdorf. Er war seit dem 5. April 1769 mit Johanna Wilhelmine Dorothee (1744–1805), geb. von Lüderitz, verheiratet. Die Kinder aus dieser Ehe waren:
1. Albertine Marie Elisabeth Friederike (1770–1838)
2. Hans Julius Heinrich Friedrich (1771–1781)
3. Ludwig Gottlob Sigfried Karl (1772–1778)
4. Johanna Juliane Wilhelmine (1774–1831)
5. Friedrich Wilhelm Karl Ludwig (1776–1830)
6. Charlotte Karoline Christiane Friederike (1778–1802)